# Mountain Standard Time

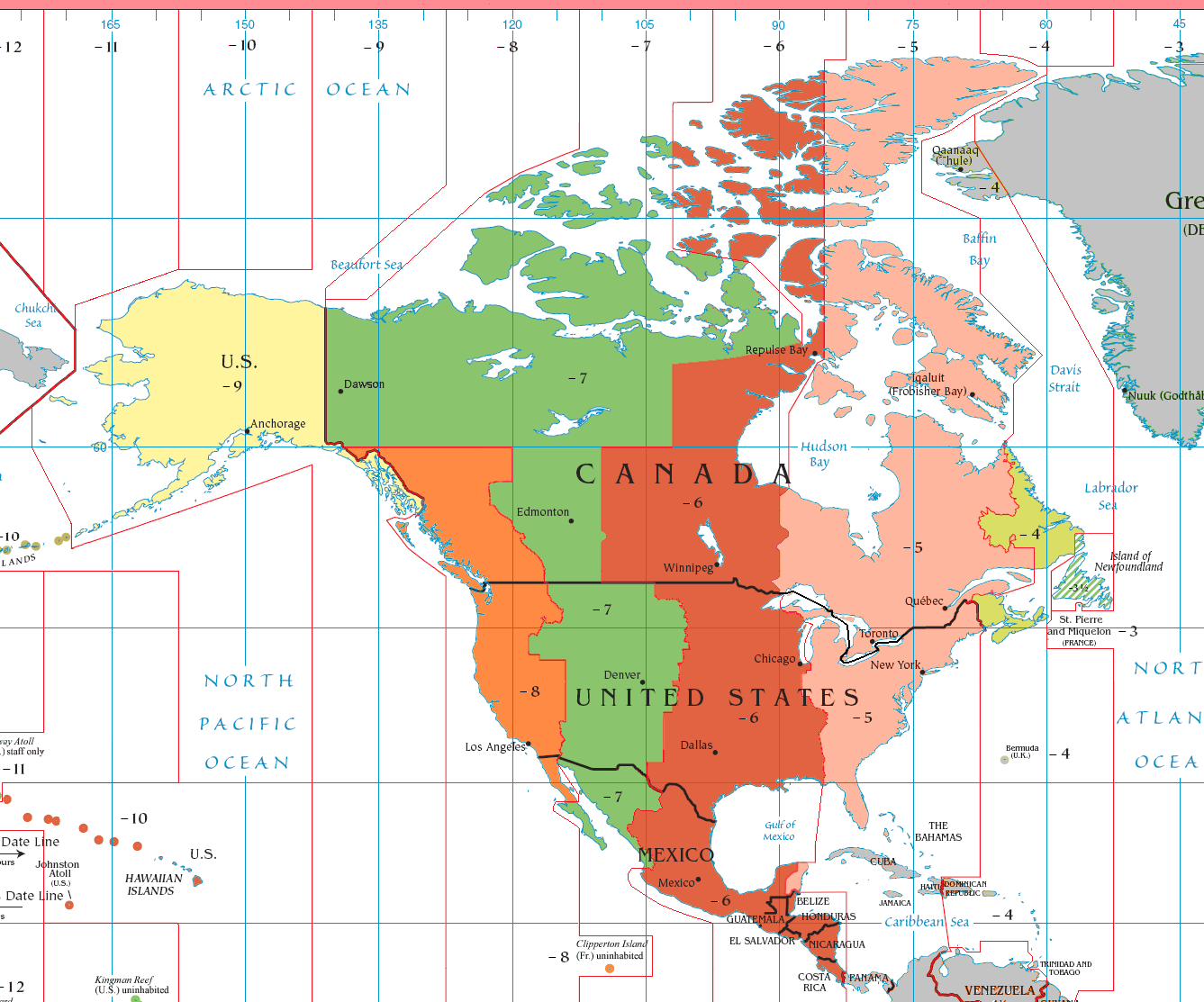
Tidszon Mountain Standard Time (MST),
Tiempo del Pacífico
UTC−7

Mountain Standard Time (i Mexiko kallad Tiempo del Pacífico, "stillahavstid") är en tidszon som används i delar av USA, Mexiko och Kanada. Dess normaltid definieras som sju timmar efter UTC (koordinerad universell tid). På sommaren används sommartid i dessa länder (med undantag av vissa områden), vilket innebär sex timmar efter UTC på sommaren. Sommartiden kallas i USA för denna tidszon MDT (förkortning för Mountain Daylight Saving Time). Det är 8 timmars tidsskillnad mot Centraleuropeisk tid, som bland annat används i Sverige.
Denna tid används i följande delstater:
- Kanada
  - Alberta
  - Northwest Territories (något undantag)
  - del av Nunavut
  - mindre del av British Columbia och av Saskatchewan
  - (större delen av Saskatchewan har Central Standard Time året runt, vilket är samma tid som Mountain Daylight Saving Time på sommaren)
- USA
  - Arizona - mestadels ingen sommartid
  - Colorado
  - Idaho - södra halvan
  - del av Kansas
  - Montana
  - västra Nebraska
  - mindre del av Nevada
  - New Mexico
  - del av North Dakota
  - mindre del av Oregon
  - South Dakota - västra halvan
  - mindre del av Texas
  - Utah
  - Wyoming
- Mexiko
  - Baja California Sur
  - Chihuahua
  - större delen av Nayarit
  - Sonora (ingen sommartid)
  - Sinaloa

Mexiko har avvikande datum för byte mellan sommartid och normaltid jämfört med USA. Tidszonen kallas Tiempo de la montaña. Datumet för omställning av sommartid är inte heller samma som i Europa, vilket gör att tidsskillnaden dit är 1 timme mindre någon vecka på vår och höst.